# Bradypterus cinnamomeus
El zarzalero canela (Bradypterus cinnamomeus) es una especie de ave paseriforme de la familia Locustellidae propia de África oriental.

## Distribución y hábitat
Se la encuentra en Burundi, el este de la República Democrática del Congo, Etiopía, Kenia, Malawi, Mozambique, Ruanda, Sudán del sur, Tanzania, Uganda, y Zambia.
Sus hábitats naturales son los bosques montanos húmedos tropicales y las zonas arbustivas húmedas tropicales.